# A Mardini nővérek
A Mardini nővérek (eredeti cím: The Swimmers) 2022-ben bemutatott brit–amerikai életrajzi filmdráma, amelyet Sally El-Hosaini rendezett. A főbb szerepekben Nathalie Issa, Manal Issa, Ahmed Malek, Matthias Schweighöfer és Ali Suliman látható.
Amerikában és az Egyesült Királyságban 2022. november 11-én a mozikban, Magyarországon 2022. november 23-án a Netflixen mutatták be.

## Cselekmény
A tizenéves szíriai menekültek, Juszra Márdini és nővére, Sarah Mardini egy süllyedő menekültekkel teli csónak mellett úsztak, hogy könnyítsenek rajta, és végül 18 menekültnek segítettek biztonságba kerülni az Égei-tengeren keresztül, miközben İzmirből Leszbosz felé csempészték őket. Juszra Márdini úszó karrierje során a menekült olimpiai csapat tagjaként eljutott a 2016-os riói olimpiára. Sarah 2016-ban a beérkező menekültek megsegítésére tett önkéntes erőfeszítések keretében visszatért Leszboszra, ahol letartóztatták.

## Szereplők
| Szerep         | Színész               | Magyar hang       |
| -------------- | --------------------- | ----------------- |
| Juszra Márdini | Nathalie Issa         | Pekár Adrienn     |
| Sarah Márdini  | Manal Issa            | Rudolf Szonja     |
| Nizar          | Ahmed Malek           | Hajdu Tibor       |
| Sven           | Matthias Schweighöfer | Molnár Levente    |
| Emad           | James Krishna Floyd   | Bergendi Áron     |
| Ezzat Mardini  | Ali Suliman           | Papp Dániel       |
| Kinda Alloush  | Mervat Mardini        | Nemes Takách Kata |
| Bilal          | Elmi Rashid Elmi      | Hám Bertalan      |
| Shada          | Nahel Tzegai          | Kis-Kovács Luca   |

### Magyar változat
- Magyar szöveg: Kecskés Enikő
- Hangmérnök: Hollósi Péter
- Felvevő hangmérnök: Simon Szabolcs
- Vágó; Győrösi Gabriella
- Gyártásvezető: Gémesi Krisztina
- Szinkronrendező: Kemendi Balázs
- Produkciós vezető: Gyarmati Ádám

A szinkront a Direct Dub Studios készítette el.

## A film készítése
2021 áprilisában bejelentették, hogy Manal Issa és Nathalie Issa megkapták a főszerepet A Mardini nővérek című filmben.
A forgatást öt nappal a kezdés előtt felfüggesztették a koronavírus-járvány miatt. A forgatás végül 2021 áprilisában kezdődött, és az Egyesült Királyságban, Belgiumban és Törökországban forgatták. A törökországi forgatási helyszínek közé tartozik Isztambul és Çeşme.